# Desplein
Desplein, doutor em medicina, é um personagem da Comédia Humana de Honoré de Balzac. Ainda que personagem fictícia, Desplein foi inspirado no cirugião Guillaume Dupuytren, ilustre médico francês do final do século XVIII e começo do XIX.
Ele é um importante cirugião no Hôtel-Dieu de Paris; um dos seus discípulos é Horace Bianchon, uma das personagens favoritas de Balzac.
O romance La Messe de l'Athée conta que Desplein, ainda que ateu convicto, faz celebrar uma missa por um defundo benfeitor.
Em 1819, no romance Ferragus, ele tenta salvar Clémence Desmarets moribunda.
Ele aparece igualmente em L'Interdiction, Illusions perdues, Le Cousin Pons, Histoire des Treize, Les Employés, Pierrette, La Rabouilleuse, Un drame au bord de la mer, Modeste Mignon, Splendeurs et misères des courtisanes e Honorine.